# اكمة الزبيب (ذي السفال)
اكمة الزبيب

تعديل مصدري - تعديل

اكمة الزبيب محلة تابعة لقرية حذاذة، التابعة لعزلة وادي ضباء بمديرية ذي السفال إحدى مديريات محافظة إب في الجمهورية اليمنية، بلغ تعداد سكانها 167 حسب تعداد اليمن لعام 2004.